# Аллен, Сэнди
Сэнди Аллен (англ. Sandy Allen, при рождении: Сандра Элейн Аллен англ. Sandra Elaine Allen; род. 18 июня 1955, Чикаго, Иллинойс, США — 13 августа 2008, Шелбивилл, Индиана, США) — американка, которая была признана Книгой рекордов Гиннесса самой высокой женщиной в мире в 1976—2008 годах, её рост составлял 2 м. 31,7 см.

## Биография
Сэнди Аллен родилась в Чикаго, штат Иллинойс. К десятилетнему возрасту её рост достигал 1 м 90 см, а к 16 годам — 2 м 16 см.
В 1976 году Сэнди Аллен была признана Книгой рекордов Гиннесса самой высокой женщиной в мире. В этом же году она опубликовала мемуары «Отбрасывая гигантскую тень» (англ. Cast А Giant Shadow). Из-за роста Сэнди чувствовала себя одинокой, поэтому написала письмо комитету Книги рекордов Гиннеса, чтобы разнообразить свою жизнь. О ней написали в Книге Рекордов Гиннесса, и её начали приглашать на свои шоу самые знаменитые телеведущие: от Опры Уинфри до Говарда Стерна.
Чтобы остановить рост, в 1977 году Сэнди обратилась в одну из клиник за помощью, ей удалили опухоль гипофиза, и рост прекратился.
В 1975 году Федерико Феллини сделал ей предложение сняться в его фильме «Казанова».
Однако последствия гигантизма, заболевания которым болела Сэнди, привели к нарушению функции гипофиза, атрофирования мышц ног, нарушения циркуляция крови и общее недомогание. Она передвигалась в кресле-каталке. Последние годы жизни провела в приюте для людей пожилого возраста в городе Шелбивилл, штат Индиана, где жила 115-летняя Эдна Паркер, признана Книгой рекордов Гиннесса самой старой женщиной в мире.
Умерла 13 августа 2008 года в доме для престарелых в городе Шелбивилл, штат Индиана.